# Hytten Amt
Hytten Amt var et amt i Hertugdømmet Slesvig (Sønderjylland) før 1864.
Hytten Amt bestod af to herreder
- Hytten Herred (Hüttener Harde)
- Hohn Herred (Hohner Harde)

## Grænser
Hütten Amt grændsede i 1777 mod nord til Slien; mod øst til Svans (mod nord) og Danischwald (mod syd), mod syd til Ejderen og Hohn Herred, og mod vest til Krop Herred og Arns Herred.

## Historie
Hytten findes ikke omtalt i Kong Valdemars Jordebog fra 1219 og må have indgået i det område, der her benævnes Fræzlæt (Fræslet). Det nævnes her, at kongen ejede mellem Slien og Ejderen 420 "houe". Der var med andre ord tale om kongelev, og det må formodes, at de 420 ejendomme repræsenterede holstenske kolonister, da dette er det eneste sted, at det tyske ord "houe" anvendes.
Hytten Kirke blev første gang omtalt i dokumenterne i 1319, da bispetienden blev tillagt det slesvigske domkapitel.
Det vides, at Hytten i 1300-tallet var et gods, formodentlig vokset ud af landsbyen, ejet af Markvard Sehested, i hvert fald i 1363 men de nærmere omstændigheder omkring udviklingen er ukendte. Udviklingen må ses i lyset af, at Mechtilde, der var gift med Valdemar Sejr’s søn Abel (han var hertug i Sønderjylland) som enke sammen med sine sønner Erik og Abel Abelsen den 12. maj 1260 pantsatte landet mellem Ejderen og Slien (Stapelholm, Fræslet, Svansen og krongodset Jernved) til sine brødre, Johan og Gerhard.
Senere, uder hertugdømmernes deling i 1544, kom Hytten under hertug Adolf af Slesvig-Holsten-Gottorp.

### Eget amt
Hytten Amt blev i 1741 udskilt fra Gottorp Amt. Amtet var opkaldt efter landsbyen Hytten. Købstaden Egernførde stod indtil 1850 uden for amtets myndighed. Også godsdistriktet i Jernved (Danskerskoven) lå før 1853 uden for amtets myndighedsområde. Naturområdet Hytten Bjerge ligger i det tidligere amt.
Hytten Amt bestod i 1777 af tre sogne:
1. Hütten Sogn,
2. Bünstorf Sogn,
3. Borbye sogn.[10]

I amtet lå i 1777 flere møller, blandt andre en papirmølle ved Ascheffel.
Hytten Amt havde 7.313 indbyggere i 1803, 9.830 i 1835, 10.300 i 1840, 10.934 i 1845.

## Amtmænd
Denne liste er ufuldstændig; hjælp gerne med at udfylde den.
- 1695-1702: Frederik Rantzau
- 1774-1802: Samuel Leopold von Schmettau
- 1802-1809: Lorentz Nicolai Kafen von Schmieden
- 1835-1841: Christian Andreas Julius Reventlow
- 1850-?: Mathias Davids
- 1856-1864: Ulrich Adolph von Holstein

## Amt Hüttener Berge
Den 1. januar 2008 blev det kommunale forvaltningsfællesskab Amt Hüttener Berge dannet ved, at  Amt Hütten og Amt Wittensee (Vittensø) blev lagt sammen. Der er 16 kommuner i forvaltningsfællesskabet, herunder Askfelt, Damtorp, Store Vittensø og Lille Vittensø.